# Media (Illinois)
Pour les articles homonymes, voir Media.
Media, est un village du comté de Henderson dans l'Illinois, aux États-Unis,. Situé à l'est du comté, il est incorporé le 5 mars 1902.

## Démographie
Lors du recensement de 2010, le village comptait une population de 107 habitants. Elle est estimée, en 2016, à 100 habitants.